# Ingenhouszhof
Het Ingenhouszhof is een straat in Amsterdam-Oost, Watergraafsmeer, Tuindorp Frankendael.

## Geschiedenis en ligging
Het hofje kreeg 13 december 1950 haar naam; een vernoeming naar Jan Ingenhousz. Meerdere straten in de omgeving zijn vernoemd naar wetenschappers. Ze ligt tussen de Van 't Hofflaan (vernoemd naar Jacobus van 't Hoff en de Ritzema Bosstraat (Jan Ritzema Bos).

## Gebouwen
Architect Hein Salomonson ontwierp voor het hofje een klein winkelcentrum, dat de bijnaam kreeg Jeruzalem, naar de wijk Jeruzalem. Er kwam in de periode 1950-1952 een I- en een L-vormige gebouw met laagbouw (twee woonlagen) gebouwd rondom het Ingenhouszhof. 
De woningen en winkeleenheden voldeden in de jaren tien van de 21e eeuw niet meer en werden gesloopt en vervangen door nieuwbouw (2014) Op die plaats kwam in 2017/2018 een wooncomplex voor ouderen. Daarmee verdween ook het karakter van een hofje; Het Ingenhouszhof werd een “normale” straat. Het nieuwe gebouw heeft nog wel een niet openbare binnentuin/plaats. De straat heeft dan alleen even huisnummers oplopend van 2 tot en met 90.

## Kunst
In de niet openbare ruimte staan twee social sofas opgesteld.

## Afbeeldingen

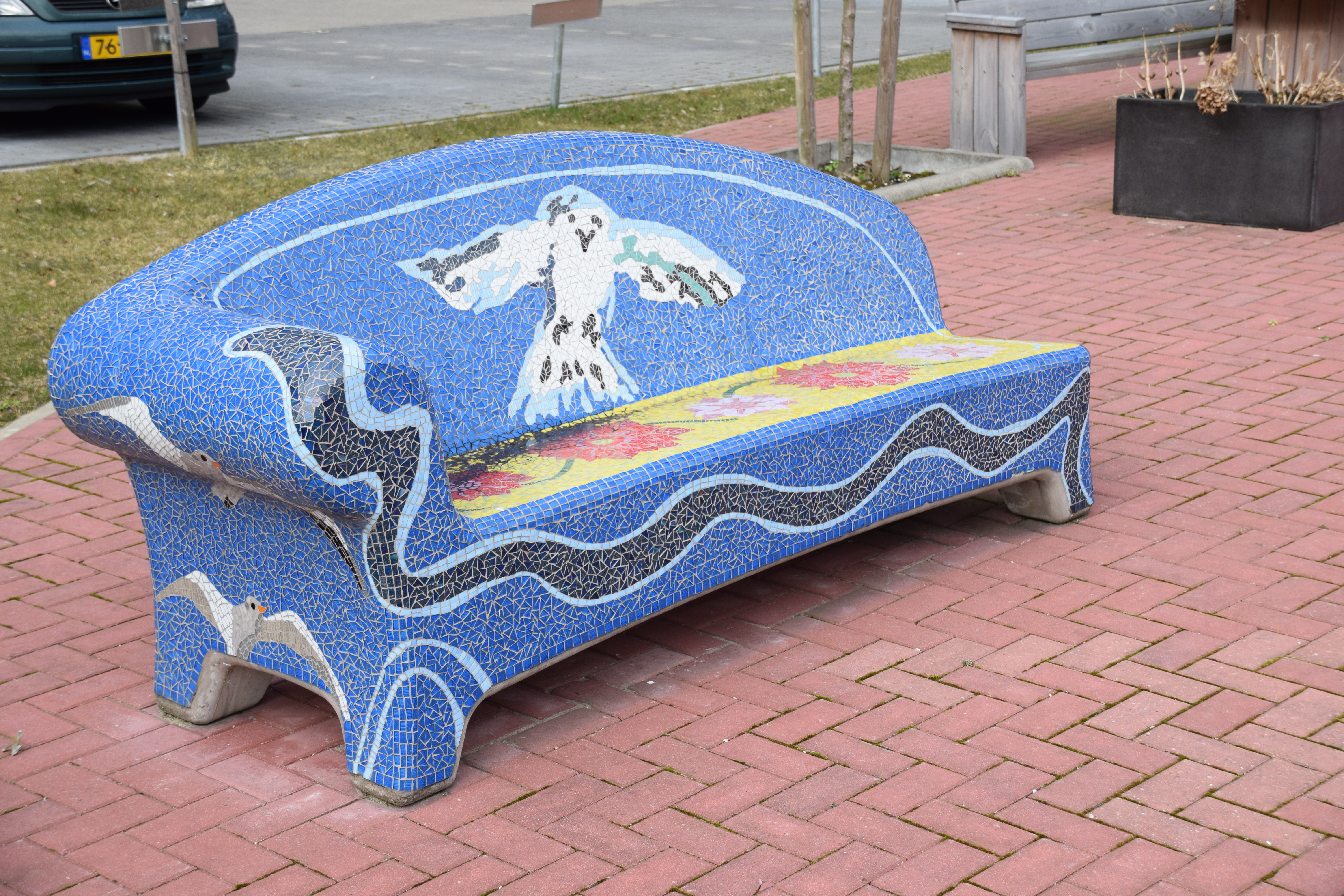
Social sofa I (maart 2018)
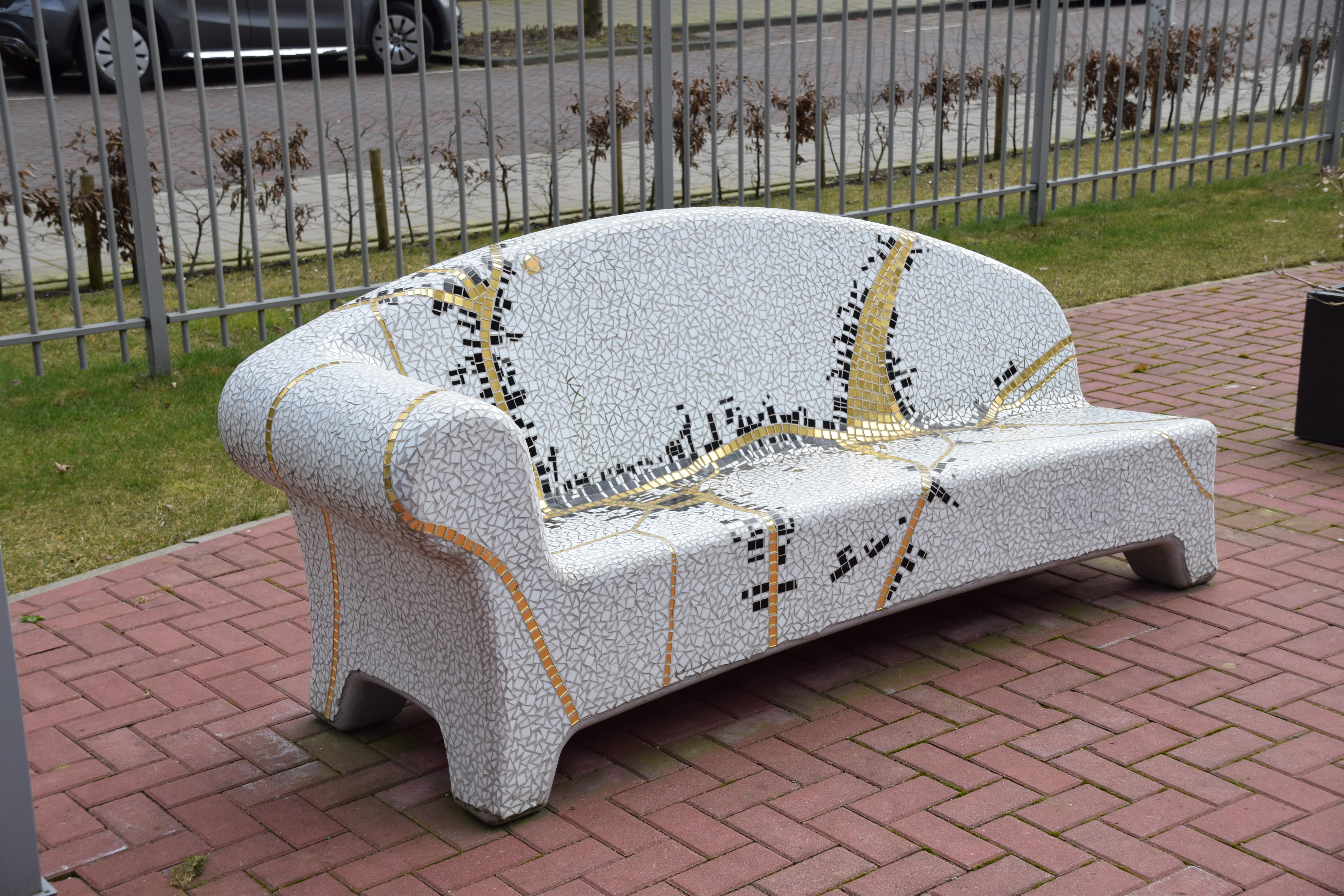
Social sofa II (maart 2018)